# NGC 831
NGC 831 je galaksija u zviježđu Kit.

## Vanjske poveznice
- SEDS: NGC 831